# 8106-os mellékút (Magyarország)
A 8106-os számú mellékút egy négy számjegyű, nagyjából 19 kilométeres hosszúságú mellékút Fejér vármegye északi részén. az Etyeki-dombságban, illetve egy rövid szakaszon Pest vármegyében. A mellékút Budapest nyugati-délnyugati agglomerációs térségét kapcsolja össze Fejér vármegye északkeleti településeivel.

## Nyomvonala
A 8104-es útból ágazik ki, annak 0+800 kilométerszelvénye táján, Biatorbágy lakott területének déli részén. Délnek indul, de hamar nyugatnak fordul, és végig ez marad a fő iránya. Kezdeti szakaszán elhalad a Biai-tó mellett, keresztezi a Benta-patakot, majd 2,2 kilométer után átlép Pestből Fejér vármegyébe és Etyek területére ér. A település külterületi részein a neve Biai út, 4,4 kilométer után ér lakott területre, ott a Kossuth Lajos utca nevet veszi fel.
Keresztülhalad a település központján, ahol, 5,4 kilométer után kiágazik belőle észak felé a 8108-as út (amely Mány közigazgatási területén, de messze a falu lakott területétől torkollik az 1-es főút régi nyomvonalán haladó 8101-es útba) déli irányban, Ödönmajor felé pedig egy alsóbbrendű bekötőút. A hatodik kilométer táján már az Alcsúti út nevet veszi fel. 6,2 kilométer után pedig kilép a belterületről. 7,1 kilométer után elhalad a Korda Filmstúdiók területe mellett, majd 8,7 kilométer után eléri Alcsútdoboz határát.
Egy darabig még a meglehetősen szabálytalan vonalvezetésű községhatárt kíséri, de 10,3 kilométer után már teljesen alcsútdobozi területre ér. Addigra elhagyta Vértpusztát, 10,7 kilométer után keresztezi a Szent László-patakot, majd 11,2 kilométer után kiágazik belőle a 81 113-as számú mellékút, amely a településhez tartozó Göböljárásra vezet. 14,7 kilométer után az addigi nyugati irányából délnyugatnak fordul, ugyanott kiágazik belőle egy alsóbbrendű bekötőút Hatvanpuszta felé. További irányváltások után, a 18. kilométere táján éri el Alcsútdoboz házait, ahol a Béke utca nevet veszi fel. A 811-es főútba beletorkollva ér véget, annak 34+900-as kilométerszelvénye előtt, Alcsútdoboz központjában, pár lépéssel arrébb torkollik a főútba a 8111-es út Baracska felől.
Teljes hossza, az országos közutak térképes nyilvántartását szolgáló kira.gov.hu adatbázisa szerint 18,916 kilométer.

## Története
Egy 542 méteres szakaszát (az 5+575 és a 6+117 kilométerszelvények között), és egy másik, 5,916 kilométeres szakaszát (a 8+084 és 14+000 kilométerszelvények között) 2019 második felében újították fel, a Magyar Falu Program útjavítási pályázatának I. ütemében. Mindkét szakasz felújítását a Colas Út Zrt. végezte el. Az előző évi munkákat kiegészítve megtörtént az út utolsó 4 kilométeres szakaszának felújítása is, a 14+000-es és a 17+982-es kilométerszelvények között, ezt a felújított szakaszt 2020. november 1-én adták át. Az utat érintő fejlesztési projekt az említett munkálatokkal még nem ért véget, hiszen a közútkezelő a 6+117-es és a 8+084-es, továbbá a 17+982 és a 18+916 szelvények közt is fejleszteni tervezi ezt az utat. Mindkét szakaszon a Strabag Általános Építő Kft. és a Strabag Építő Kft. a kivitelező.

## Települések az út mentén
- Biatorbágy
- Etyek
- Alcsútdoboz